# Edarem
Edarem, pseudoniem voor Edward Muscare (New York, 27 september 1932 – Lake Butler, 8 januari 2012) was een Amerikaans entertainer van Siciliaanse afkomst.

## Levensloop
Muscare werd bekend door televisieprogramma's maar brak internationaal door met zijn posts op YouTube. Op de Amerikaanse televisie presenteerde hij onder de naam Uncle Ed.
In de jaren tachtig werd hij veroordeeld voor seksueel misbruik. Sindsdien mocht hij als geregistreerd zedendelinquent geen computer meer in zijn bezit hebben. Toen bij hem thuis in de staat waarheen hij inmiddels verhuisd was, South Carolina, in 2009 toch een computer werd aangetroffen, zij het zonder verboden materiaal, werd hem in plaats van onvoorwaardelijke gevangenisstraf een proeftijd van 5 jaar opgelegd. Op 6 januari 2010 werd hij echter alsnog veroordeeld tot 5 jaar cel, omdat hij zijn video's door een vriend had laten uploaden, wat de rechter zag als een schending van de voorwaarden van zijn proeftijd.
Op 8 januari 2012 overleed Muscare in zijn cel aan longkanker. Hij werd 79 jaar.